# Cisie (Cegłów)
Cisie – dawniej samodzielna wieś w Polsce, od 1992 w granicach Cegłowa w województwie mazowieckim, w aglomeracji warszawskiej, w powiecie mińskim, w gminie Cegłów.

## Położenie
Leży w zachodniej części Cegłowa. Dawna wieś Cisie rozpościera się wzdłuż ul. Adama Mickiewicza, na zachód od skrzyżowania z niezabudowaną ul. Cisie aż po tory kolejowe. Wchodzi w skład sołectwa Cegłów 2.

## Historia
Dawniej samodzielna miejscowość. W latach 1867–1874 w gminie Mienia, a w 1874–1954 w gminie Cegłów w powiecie (nowo)mińskim. 20 października 1933 w woj. warszawskim utworzono gromadę Cisie w granicach gminy Cegłów, składającą się z samej wsi Cisie.
Podczas II wojny światowej w Generalnym Gubernatorstwie, w dystrykcie warszawskim. W 1943 gromada Cisie liczyła 113 mieszkańców. 28 czerwca 1943 w Cisiu i Cegłowie hitlerowcy dopuścili się pacyfikacji, kiedy to niemiecka żandarmeria zamordowała 25 Polaków i 3 Żydów.
W związku z reorganizacją administracji wiejskiej jesienią 1954, Cisie weszło w skład nowej gromady Cegłów.
Od 1 stycznia 1973 ponownie w gminie Cegłów (powiat miński). W latach 1975–1991 miejscowość należała administracyjnie do województwa siedleckiego.
1 stycznia 1992 roku Cisie włączono do Cegłowa. W związku z przywróceniem Cegłowowi statusu miasta 1 stycznia 2022, Cisie stało się obszarem miejskim.